# Retama
Retama é um género botânico pertencente à família Fabaceae. É comum chamar-se de giesta, mas muitas pessoas só usam este para a espécie Cytisus striatus.

## Espécies
- Retama monosperma
- Retama raetam
- Retama sphaerocarpa